# Frances Power Cobbe
Frances Power Cobbe (Irlanda, 4 de dezembro de 1822 — País de Gales, 5 de abril de 1904) foi uma escritora irlandesa, reformadora social, ativista antivivissecção e principal ativista do sufrágio feminino. Ela fundou vários grupos de defesa dos animais, incluindo a National Anti-Vivissection Society (NAVS) em 1875 e a União Britânica para a Abolição da Vivissecção (BUAV) em 1898, e foi membro do conselho executivo da London National Society for Sufrágio feminino.
Ela foi autora de vários livros e ensaios, incluindo The Intuitive Theory of Morals (1855), On the Pursuits of Women (1863), Cities of the Past (1864), Criminals, Idiots, Women and Minors (1869), Darwinism in Morals (1871) e Scientific Spirit of the Age (1888).

## Vida
Frances Power Cobbe era membro da proeminente família Cobbe, descendente do Arcebispo Charles Cobbe, Primaz da Irlanda. Ela nasceu em Newbridge House na propriedade da família no que hoje é Donabate, Dublin.
Cobbe trabalhou no Red Lodge Reformatory e viveu com a proprietária, Mary Carpenter, de 1858 a 1859, mas uma relação turbulenta entre os dois fez com que Cobbe deixasse a escola e se mudasse.

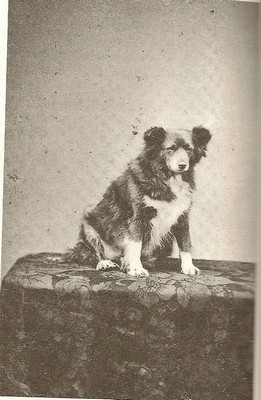
Hajjin era a companheira canina de Frances Power Cobbe e viajou com ela e sua companheira, Mary Lloyd, para o País de Gales depois que Cobbe se aposentou

Cobbe tece uma relação lésbica com a escultora galesa Mary Lloyd (1819-c. 1896), quem ela conheceu em Roma em 1861 e viveu com ele de 1864 até a morte de Lloyd. Essa morte, em 1896, afetou Cobbe gravemente. Sua amiga, a escritora Blanche Atkinson, escreveu: “A tristeza da morte da Srta. Lloyd mudou todo o aspecto da existência para a Srta. Cobbe. A alegria da vida se foi. Foi uma amizade raramente vista - perfeita no amor, simpatia e compreensão mútua”. Em cartas e textos publicados, Cobbe se referia a Lloyd alternadamente como "marido", "esposa" e "querido amigo".
Cobbe fundou a Sociedade para a Proteção de Animais Sujeitos à Vivissecção (SPALV) em 1875, a primeira organização do mundo em campanha contra experimentos com animais, e em 1898 a BUAV, dois grupos que permanecem ativos. Ela foi membro do conselho executivo da Sociedade Nacional para o Sufrágio Feminino de Londres e redatora de colunas editoriais para jornais londrinos sobre sufrágio, direitos de propriedade para mulheres e oposição à vivissecção. Por volta de 1880, com Louise Twining, ela fundou a Homes for Workhouse Girls.
Cobbe conheceu a família Darwin em 1868. Emma Darwin gostou dela, "Miss Cobbe foi muito agradável". Cobbe persuadiu Charles Darwin a ler a Metafísica da Ética de Immanuel Kant. Ela o encontrou novamente durante 1869 no País de Gales, e aparentemente o interrompeu quando ele estava bastante doente, e tentou persuadi-lo a ler John Stuart Mill - e de fato Darwin tinha lido a crítica de Cobbe do livro de Mill, The Subjection of Mulheres. Ela então perdeu sua confiança quando, sem permissão, editou e publicou uma carta que ele havia escrito para ela. Sua crítica de Darwin Descent of Man, Darwinism in Morals foi publicado na The Theological Review em abril de 1871.
O ativismo de Cobbe pelos direitos das mulheres incluiu a defesa de que as mulheres pudessem fazer exames na universidade e, portanto, obter um diploma em Oxford e Cambridge. Ela apresentou um artigo no Congresso de Ciências Sociais em 1862 para discutir a questão.

## Publicações
- The intuitive theory of morals. Theory of morals, 1855
- Essays on the pursuits of Woman, 1863
- The red flag in John bull's eyes, 1863
- The cities of the past, 1864
- Broken Lights: an Inquiry into the Present Condition and Future Prospects of Religious Faith, 1864
- Religious duty, 1864
- The confessions of a lost Dog, 1867
- Dawning Lights : an Inquiry Concerning the Secular Results of the New Reformation, 1867
- Criminals, Idiots, Women, and Minors, 1869
- Alone to the Alone: Prayers for Theists, 1871
- Darwinism in Morals, and Other Essays, 1872
- The Hopes of the Human Race, 1874
- The Moral Aspects of Vivisection, 1875
- The Age of Science: A Newspaper of the Twenthies Century, 1877
- The Duties of Women, 1881
- The Peak in Darien, 1882
- Life of Frances Power Cobbe as told by herself. Vol. I; Vol. II, 1894